# Rhabdomastix (Rhabdomastix) feuerborni
Rhabdomastix (Rhabdomastix) feuerborni is een tweevleugelige uit de familie steltmuggen (Limoniidae). De soort komt voor in het Oriëntaals gebied.